# Estação Bagneux-Lucie Aubrac
Bagneux - Lucie Aubrac é uma estação da linha 4 do metrô e uma futura estação da linha 15 do futuro metrô do Grand Paris Express, localizada no território da comuna de Bagneux. Estação terminal da linha 4, foi inaugurada em 2022.
O projeto foi declarado de utilidade pública em 15 de fevereiro de 2005, e os diversos atores do projeto (departamentos, região da Ilha de França, RATP) quantificaram suas previsões de comprometimento em maio de 2009.
Enquanto a prefeitura de Bagneux havia anunciado em junho de 2009 uma abertura para 2014, o Sindicato de Transportes da Île-de-France (STIF) planejou então para 2020, então no início de 2018 para meados de 2021. O início dos trabalhos foi anunciado para junho de 2015. A obra foi lançada oficialmente em 8 de julho de 2015
As obras de engenharia civil foram concluídas em março de 2018. Os corredores que levam à linha 15 já foram construídos, restando apenas uma parede a ser demolida para a abertura da correspondência.

## Nome
A pedido do município de Bagneux, a Île-de-France Mobilités aceita que os residentes de Ile-de-France escolham o nome da estação de metrô. Os três nomes postos à votação são Bagneux - Champ des Oiseaux / Bagneux - Nina Simone / Bagneux - Lucie Aubrac. A votação terá lugar de 17 de maio a 17 de junho de 2018. O nome escolhido é Bagneux - Lucie Aubrac
O nome da estação, portanto, é uma homenagem a Lucie Aubrac (1912 - 2007), professora de história, militante comunista, pacifista e resistente durante a Segunda Guerra Mundial.

## Localização
A estação está localizada no bloco Métro do ZAC Victor-Hugo, sob um complexo imobiliário e comercial.
A estação terminal possui um acesso principal conduzindo a um adro sul de 5 000 m2, avenue Henri-Barbusse. Um acesso secundário será criado ao norte da estação, dando para a avenue de Stalingrado, o ginásio e o grupo escolar Henri-Wallon.
A estação está situada a seis metros de profundidade e possui três vias de plataforma. Ela é acessada diretamente da superfície por escadas rolantes. Depois do acesso principal, há um elevador por plataforma para pessoas com mobilidade reduzida.

## Futura estação da linha 15 do Grand Paris Express
De acordo com o plano de rotas divulgado em 26 de janeiro de 2011, Bagneux-Lucie Aubrac também deverá ser uma estação da linha 15 do futuro metrô Grand Paris Express. Suas plataformas serão estabelecidas a uma profundidade de 38 m. O acesso à estação do Grand Paris Express, que será no Rond-Point des Martyrs de Chateaubriant, será pela avenue Henri-Barbusse.
Em fevereiro de 2013, a linha vermelha do Grand Paris Express foi rebatizada de linha 15 e sua rota modificada, passando-a para o leste por Rosny-Bois-Perrier. Sua rota ao sul entre Pont de Sèvres e Noisy - Champs no entanto não mudou.
O projeto desta estação está a cargo da agência Atelier Barani e Marc Barani Architects. As obras de engenharia civil da estação serão realizadas por um consórcio de empresas liderado pela Vinci Construction Grands Projets. A entrega da estação está prevista para 2025
A artista plástica italiana Tatiana Trouvé projeta uma obra artística para a estação Bagneux - Lucie Aubrac em coordenação com o arquiteto Marc Barani.
Por sua vez, a fim de garantir a correspondência com a linha 4, a RATP propôs uma medida cautelar que consiste em um corredor perpendicular que passa sob as vias da linha 4 do metrô, equipado em cada plataforma com uma escada fixa forrada com uma escada rolante e um elevador.
As obras das paredes do diafragma da estação foram concluídas no final de 2018. No início de fevereiro de 2019, as escavações da caixa da estação começaram a ser encerradas em abril de 2019. A passagem da tuneladora Ellen na estação está prevista para o final de 2019.

## Correspondências
A futura estação se conectará com as linhas de ônibus RATP 162, 188 e 388. Ela também estará próxima às linhas 187 e 197, nas paradas Grange Ory e Croix d'Arcueil situadas na avenue Aristide-Briand.